# Lasioglossum xystodorsum
Lasioglossum xystodorsum är en biart som beskrevs av Ebmer 1998. Lasioglossum xystodorsum ingår i släktet smalbin, och familjen vägbin. Inga underarter finns listade i Catalogue of Life.